# 5203 Pavarotti
5203 Pavarotti è un asteroide della fascia principale. Scoperto nel 1984, presenta un'orbita caratterizzata da un semiasse maggiore pari a 2,2346787 au e da un'eccentricità di 0,1846028, inclinata di 2,79824° rispetto all'eclittica.
L'asteroide è dedicato al celebre tenore italiano Luciano Pavarotti.